# 圣殿骑士团小堂
圣殿骑士团小堂（Chapelle des Templiers）是法国阿尔萨斯-香槟-阿登-洛林大区摩泽尔省梅斯的一座12世纪圣殿骑士团建筑。 
圣殿骑士团在12世纪进入神圣罗马帝国。医院骑士团和条顿骑士团当时已进入梅斯，在德意志门附近立足。
圣殿骑士团小堂建于1180年-1220年之间，建筑风格兼有罗马式和哥特式。

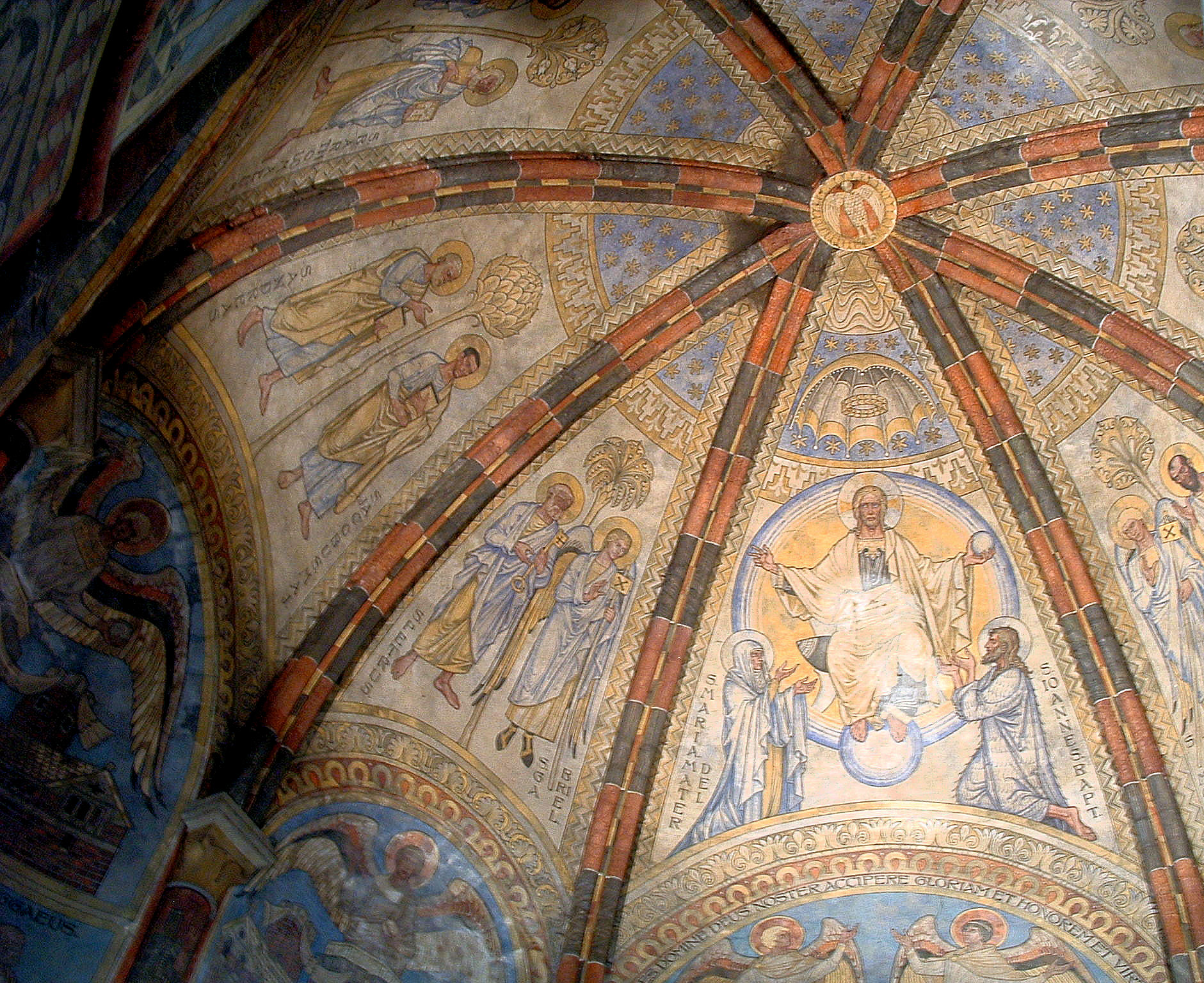

1840年，该建筑列为法国历史古迹。